# The Madd
The Madd was een Nederlandse band uit Rotterdam gespecialiseerd in het maken van beatmuziek. De band is opgericht in  2005 en was sinds 2007 ondergebracht bij het label Excelsior Recordings.

## Biografie
Na de oprichting door zanger en gitarist Dave von Raven bracht The Madd in mei 2006 een debuut-ep uit, The Madd Are Left Behind genaamd. De band krijgt positieve recensies in de muziekpers en maakt vervolgens een tour door onder andere Duitsland, Groot-Brittannië en Zwitserland. In 2007 verscheen hun debuut-cd Ongeneeslijk beat, die eveneens door de muziekpers goed ontvangen werd. In 2009 brengt The Madd hun tweede album uit, getiteld '..Are pretty quick!'.

## Muziek
De band valt op door haar oude sound die terug doet denken aan de jaren zestig. Veel van de songs die de band speelt zijn dan ook covers van vergeten nummers uit die tijd. De teksten zijn vaak inhoudsloos.
The Madd debuteerde in 2009 op Lowlands.
Op 7 december 2010 is de band uit elkaar gegaan. Een deel van de bandleden is een nieuwe band begonnen, The Kik genaamd, die dezelfde soort muziek speelt.

## Discografie

### Albums
| Album met eventuele hitnotering(en) in de Nederlandse Album Top 100 | Datum van verschijnen | Datum van binnenkomst | Hoogste positie | Aantal weken | Opmerkingen |
| ------------------------------------------------------------------- | --------------------- | --------------------- | --------------- | ------------ | ----------- |
| Ongeneeslijk beat                                                   | 2007                  | -                     |                 |              |             |
| Are pretty quick!                                                   | 2009                  | 29-08-2009            | 41              | 1            |             |